# Alive (chanson de Pearl Jam)
Pour les articles homonymes, voir Alive.
Alive est le premier single et l'un des plus gros succès du groupe de rock Pearl Jam, et fut sorti en 1991 au Royaume-Uni, classé 16e (le single n'était disponible que par le biais de l'importation aux États-Unis). La musique fut composée en 1990 par le guitariste Stone Gossard quand il était encore un membre de Mother Love Bone, tandis que les paroles ont été écrites plus tard dans la même année par le chanteur Eddie Vedder alors qu'il travaillait dans une station essence à San Diego.